# Польща на зимових Олімпійських іграх 1976
Польща на зимових Олімпійських іграх 1976 року, які проходили в австрійському місті Іннсбрук, була представлена 56 спортсменами (43 чоловіками та 13 жінками) у 9 видах спорту. Прапороносцем на церемонії відкриття Олімпійських ігор був біатлоніст Войцех Трухан. Польські спортсмени не здобули жодної медалі.

## Біатлон
| Дисципліна                           | Спортсмен                                         | Час        | Промахів | Відкоректований час | Місце |
| ------------------------------------ | ------------------------------------------------- | ---------- | -------- | ------------------- | ----- |
| 20 км, індивідуальна гонка, чоловіки | Анджей Рапач                                      | 1'18:30.82 | 10       | 1'28:30.82          | 46    |
| 20 км, індивідуальна гонка, чоловіки | Войцех Трухан                                     | 1'18:02.62 | 8        | 1'24:09.93          | 28    |
| 20 км, індивідуальна гонка, чоловіки | Ян Шпунар                                         | 1'17:27.20 | 4        | 1'21:27.20          | 19    |
| естафета, чоловіки                   | Ян Шпунар Анджей Рапач Людвік Зенба Войцех Трухан | 2'11:46.54 | 9        |                     | 12    |

## Гірськолижний спорт
| Спортсмен          | Змагання                     | Фінал   | Фінал   | Фінал   | Фінал |
| Спортсмен          | Змагання                     | Спуск 1 | Спуск 2 | Разом   | Місце |
| ------------------ | ---------------------------- | ------- | ------- | ------- | ----- |
| Роман Дерезінський | швидкісний спуск, чоловіки   |         |         | 1:56.33 | 52    |
| Роман Дерезінський | гігантський слалом, чоловіки | 1:55.44 | 1:58.27 | 3:53.71 | 38    |
| Роман Дерезінський | слалом, чоловіки             | 1:04.93 | 1:09.80 | 2:14.73 | 21    |
| Ян Бахледа-Цурусь  | слалом, чоловіки             | 1:03.76 | 1:05.05 | 2:08.81 | 11    |

## Ковзанярський спорт
| Дисципліна    | Спортсмен            | Забіг   | Забіг |
| Дисципліна    | Спортсмен            | Час     | Місце |
| ------------- | -------------------- | ------- | ----- |
| 500 м, жінки  | Ева Малевицька       | 46.67   | 26    |
| 500 м, жінки  | Ервіна Рись-Ференс   | 45.37   | 18    |
| 500 м, жінки  | Станіслава Петрушчак | 44.68   | 14    |
| 1000 м, жінки | Яніна Коровицька     | 1:35.81 | 26    |
| 1000 м, жінки | Ева Малевицька       | 1:33.89 | 19    |
| 1000 м, жінки | Ервіна Рись-Ференс   | 1:31.59 | 10    |
| 1500 м, жінки | Яніна Коровицька     | 2:24.30 | 19    |
| 1500 м, жінки | Ева Малевицька       | 2:24.26 | 18    |
| 1500 м, жінки | Ервіна Рись-Ференс   | 2:19.69 | 8     |
| 3000 м, жінки | Ева Малевицька       | 5:08.79 | 25    |
| 3000 м, жінки | Яніна Коровицька     | 4:57.48 | 16    |
| 3000 м, жінки | Ервіна Рись-Ференс   | 4:50.95 | 10    |

## Лижне двоборство
| Спортсмен         | Змагання                                 | Стрибок з трампліну | Стрибок з трампліну | Стрибок з трампліну | Стрибок з трампліну | Лижна гонка  | Лижна гонка | Лижна гонка | Разом        | Разом |
| Спортсмен         | Змагання                                 | Дистанція 1         | Дистанція 2         | Бали                | Місце               | Час          | Бали        | Місце       | Бали         | Місце |
| ----------------- | ---------------------------------------- | ------------------- | ------------------- | ------------------- | ------------------- | ------------ | ----------- | ----------- | ------------ | ----- |
| Станіслав Кавулок | індивідуальний нормальний трамплін/15 км | 64.0                | 69.0                | 172.8               | 29                  | не фінішував | –           | –           | не фінішував | –     |
| Ян Легерський     | індивідуальний нормальний трамплін/15 км | 66.0                | 68.0                | 175.7               | 28                  | 49:39.05     | 205.38      | 5           | 291.08       | 18    |
| Марек Пах         | індивідуальний нормальний трамплін/15 км | 71.5                | 74.0                | 191.3               | 19                  | 52:04.95     | 183.49      | 22          | 374.79       | 20    |
| Стефан Гуля       | індивідуальний нормальний трамплін/15 км | 75.0                | 77.0                | 205.9               | 6                   | 52:48.37     | 176.98      | 26          | 382.88       | 16    |

## Лижні перегони
| Дисципліна                    | Спорстмени                                                         | Дистанція    | Дистанція |
| Дисципліна                    | Спорстмени                                                         | Час          | Місце     |
| ----------------------------- | ------------------------------------------------------------------ | ------------ | --------- |
| 15 км, чоловіки               | Ян Драгон                                                          | не фінішував | –         |
| 15 км, чоловіки               | Владислав Подгорський                                              | 48:18.62     | 44        |
| 15 км, чоловіки               | Ян Сташель                                                         | 48:04.31     | 40        |
| 15 км, чоловіки               | Веслав Генбала                                                     | 46:59.00     | 22        |
| 30 км, чоловіки               | Владислав Подгорський                                              | не фінішував | –         |
| 30 км, чоловіки               | Єжи Корицяк                                                        | 1'39:02.46   | 47        |
| 30 км, чоловіки               | Ян Сташель                                                         | 1'35:46.82   | 24        |
| 30 км, чоловіки               | Веслав Генбала                                                     | 1'35:09.65   | 20        |
| 50 км, чоловіки               | Веслав Генбала                                                     | не фінішував | –         |
| 50 км, чоловіки               | Єжи Корицяк                                                        | не фінішував | –         |
| 50 км, чоловіки               | Ян Сташель                                                         | не фінішував | –         |
| 4 × 10 км, естафета, чоловіки | Веслав Генбала Ян Сташель Ян Драгон Владислав Подгорський          | 2'16:06.63   | 13        |
| 5 км, жінки                   | Марія Требунія                                                     | 18:21.64     | 36        |
| 5 км, жінки                   | Анна Генбала-Дурай                                                 | 17:58.91     | 31        |
| 5 км, жінки                   | Анна Павлюсяк                                                      | 17:29.61     | 25        |
| 5 км, жінки                   | Владислава Маєрчик                                                 | 17:29.01     | 24        |
| 10 км, жінки                  | Марія Требунія                                                     | 34:14.44     | 33        |
| 10 км, жінки                  | Анна Генбала-Дурай                                                 | 33:13.21     | 27        |
| 10 км, жінки                  | Анна Павлюсяк                                                      | 33:01.47     | 26        |
| 10 км, жінки                  | Владислава Маєрчик                                                 | 32:30.68     | 20        |
| 4 × 5 км, естафета, жінки     | Анна Павлюсяк Анна Генбала-Дурай Марія Требунія Владислава Маєрчик | 1'14:13.40   | 8         |

## Санний спорт
| Дисципліни        | Спортсмени                         | Спуск 1 | Спуск 1 | Спуск 2 | Спуск 2 | Спуск 3 | Спуск 3 | Спуск 4 | Спуск 4 | Разом    | Разом |
| Дисципліни        | Спортсмени                         | Час     | Місце   | Час     | Місце   | Час     | Місце   | Час     | Місце   | Час      | Місце |
| ----------------- | ---------------------------------- | ------- | ------- | ------- | ------- | ------- | ------- | ------- | ------- | -------- | ----- |
| Одинаки, чоловіки | Мирослав Венцковський              | 54.739  | 23      | 53.782  | 14      | 53.133  | 12      | 53.586  | 14      | 3:35.220 | 16    |
| Одинаки, чоловіки | Анджей Пекошевський                | 54.474  | 21      | 54.166  | 21      | 53.502  | 18      | 54.117  | 21      | 3:36.259 | 19    |
| Одинаки, чоловіки | Ян Касельський                     | 53.969  | 13      | 53.551  | 13      | 53.115  | 13      | 53.554  | 13      | 3:34.189 | 12    |
| Двійки, чоловіки  | Анджей Жила Ян Касельський         | 43.748  | 10      | 43.989  | 11      |         |         |         |         | 1:27.737 | 10    |
| Двійки, чоловіки  | Мирослав Венцковський Анджей Козік | 44.025  | 13      | 43.977  | 10      |         |         |         |         | 1:28.002 | 12    |
| Одинаки, жінки    | Барбара П'єха                      | 44.060  | 13      | 43.722  | 13      | 43.378  | 13      | 43.800  | 14      | 2:54.960 | 13    |
| Одинаки, жінки    | Галина Канаш                       | 43.967  | 11      | 45.138  | 18      | 43.499  | 14      | 43.731  | 13      | 2:56.335 | 14    |
| Одинаки, жінки    | Тереза Бугайчик                    | 43.621  | 10      | 43.701  | 12      | 43.157  | 11      | 43.450  | 12      | 2:53.929 | 12    |

## Стрибки з трапліна
| Спортсмен       | Дисципліна          | Стрибок 1 | Стрибок 1 | Стрибок 2 | Стрибок 2 | Разом | Разом |
| Спортсмен       | Дисципліна          | Відстань  | Бали      | Відстань  | Бали      | Бали  | Місце |
| --------------- | ------------------- | --------- | --------- | --------- | --------- | ----- | ----- |
| Януш Валюсь     | нормальний трамплін | 69.0      | 92.7      | 69.5      | 92.5      | 185.2 | 52    |
| Адам Кшиштофяк  | нормальний трамплін | 72.0      | 100.0     | 75.0      | 105.8     | 205.8 | 38    |
| Станіслав Бобак | нормальний трамплін | 74.0      | 104.2     | 75.0      | 106.8     | 211.0 | 28    |
| Тадеуш Павлюсяк | нормальний трамплін | 74.5      | 105.5     | 74.0      | 104.7     | 210.2 | 31    |
| Тадеуш Павлюсяк | великий трамплін    | 75.0      | 74.0      | 67.0      | 56.8      | 130.8 | 52    |
| Станіслав Бобак | великий трамплін    | 81.0      | 81.4      | 71.5      | 86.6      | 168.0 | 37    |
| Януш Валюсь     | великий трамплін    | 79.0      | 84.1      | 78.5      | 83.4      | 167.5 | 39    |
| Марек Пах       | великий трамплін    | 85.0      | 88.5      | 78.0      | 76.2      | 164.7 | 40    |

## Фігурне катання
| Спортсмени                 | Дисципліна     | CF/CD | SP | FS/FD | Разом | Разом |
| Спортсмени                 | Дисципліна     | CF/CD | SP | FS/FD | Бали  | Місце |
| -------------------------- | -------------- | ----- | -- | ----- | ----- | ----- |
| Гражина Дудек              | Жіноче катання | 20    | 20 | 17    | 159   | 18    |
| Тереза Вейна Пйотр Боянчик | Танці на льоду | 9     |    | 11    | 182   | 9     |

Key: CD = Compulsory Dance, FD = Free Dance, FS = Free Skate, SP = Short Program

## Хокей
Склад команди
- Валерій Косиль
- Анджей Ткач
- Роберт Гуральчик
- Анджей Іскшицький
- Кордіан Яйшчок
- Марек Марціньчак
- Єжи Потц
- Анджей Словакевич
- Стефан Хованець
- Мечислав Яскерський
- Веслав Жобчик
- Маріан Кайзерек
- Лешек Кокошка
- Тадеуш Облуй
- Генрик Питель
- Анджей Забава
- Валентій Зентара
- Кароль Журек

### Перший раунд
Переможці проходять у медальний раунд, інші команди продовжують змагання у поєдинках за 7-12 місця
| Команда 1 | Рахунок | Команда 2 |
| --------- | ------- | --------- |
| Польща    | 7–4     | Румунія   |

### Медальний раунд
| Місце | Команда        | Pld | W | L | T | GF | GA | Pts |
| ----- | -------------- | --- | - | - | - | -- | -- | --- |
| 1     | СРСР           | 5   | 5 | 0 | 0 | 40 | 11 | 10  |
| 2     | Чехословаччина | 5   | 3 | 2 | 0 | 17 | 10 | 6   |
| 3     | ФРН            | 5   | 2 | 3 | 0 | 21 | 24 | 4   |
| 4     | Фінляндія      | 5   | 2 | 3 | 0 | 19 | 18 | 4   |
| 5     | США            | 5   | 2 | 3 | 0 | 15 | 21 | 4   |
| 6     | Польща         | 5   | 1 | 4 | 0 | 9  | 37 | 2   |

- ФРН 7-4  Польща
- СРСР 16-1  Польща
- Польща 1-0*  Чехословаччина
- США 7-2  Польща
- Фінляндія 7-1  Польща

* Примітка: у цьому поєдинку Чехословаччина перемогла Польщу з рахунком 7-1, але через позитивний допінг-тест одного з чехословацьких гравців, перемогу віддали Польщі з рахунком 0: 1